# Feuten: Het Feestje
Feuten: Het Feestje is een Nederlandse dramafilm uit 2013 geregisseerd door Lourens Blok die gebaseerd is op de BNN-serie Feuten.
De première van de film was op 14 oktober 2013; vanaf 17 oktober was de film in de bioscoop te zien. Eigenlijk zou de film pas worden uitgegeven op 24 oktober maar na succesvol protest van fans werd dit door de distributeur Independent Films vervroegd.

## Verhaal
De 18-jarige Elias en 17-jarige Lieve zijn vrienden, maar geen stel. De twee gaan in Amsterdam studeren en komen daar tijdens de introductieweek oud-student Bram tegen, die ze vertelt over een studentenfeest op de sociëteit van studentencorps H.S.C. Mercurius, die avond. Lieve vraagt Bram of hij ook komt, waarop hij eerst ‘nee’ zegt omdat hij al een aantal jaren geen student meer is, maar hij krijgt dan toch wel weer zin, en zegt dan dat hij misschien toch komt. Hij belt zijn vrienden om ze voor te stellen ook te komen, wat ze doen.
Langstudeerder Olivier komt ook. Als gevolg van een opeenstapeling van waarschuwingen vanwege overlast omtrent de sociëteit, verbiedt de politie het feest. Het wordt toch gehouden. Lieve gaat naar het feest, vooral om Bram. Elias hobbelt uiteindelijk maar achter Lieve aan en belandt zodoende later bij het feest. Per abuis en tegen zijn wil in wordt hij daar bij binnenkomst ingeschreven als aspirant-lid door het meisje dat hij uiteindelijk leuk zal gaan vinden. 
Er komt politie omdat het feest ondanks hun bevel toch wordt gehouden. Elias ziet Lieve met Bram de trap naar boven nemen. Hij volgt maar wordt tegengehouden door Beeksma en Noordzij, die hem duidelijk maken dat de bovenste verdieping alleen voor leden is bestemd. Hierom halen Beeksma en Noordzij een grapje uit bij Elias waardoor onbedoeld een vat bier op een politieauto valt. Elias ziet dan Lieve weer met Bram maar Lieve lijkt niet al te erg onder de indruk van Elias’ komst naar het feest. Hierom raakt Elias erg geïrriteerd en loopt boos naar buiten waarbij hij in een moment van onoplettendheid terloops tegen een politieagent botst, waarna hij een klap krijgt van deze agent en terug naar binnen gaat. Het meisje dat hem eerder inschreef als aspirant-lid verzorgt zijn wond. Langstudeerder Olivier maakt een foto van de verwonding  en plaatst dit op Twitter, waarop wordt voorgedaan dat Elias als prominent lid van H.S.C. Mercurius slachtoffer is geworden van politiegeweld, waarna hij als held wordt beschouwd. Hierdoor is de weerstand tegen de politie toegenomen, die daarom besluit versterking op te roepen en de leden en overige feestgangers te laten vertrekken.
Bram en Lieve beginnen bijna seks met elkaar te hebben, maar Bram kapt het af. Lieve is verontwaardigd, waarop Bram haar zegt dat er op het feest wel 500 meisjes zijn zoals zij. Intussen heeft Elias, op haar initiatief, seks met het meisje dat zijn wond heeft verzorgd en hem eerder inschreef als aspirant-lid. Deze seks wordt verstoord en afgekapt doordat Elias een telefoontje krijgt van een verdrietige Lieve, en direct naar haar toe wil.
Sommigen, waaronder Elias en Lieve, geven gehoor aan het bevel van de politie te vertrekken, anderen blijven nog. Elias bedenkt zich en gaat vervolgens terug naar het feest, vanwege het meisje waarnaar hij verlangt. Bram wordt opgehaald door zijn vrouw met kind. Langstudeerder Olivier geeft zich over aan de politie omdat de waarschuwingen zijn schuld zijn, in de hoop dat de sociëteit niet door de autoriteiten gesloten wordt. Dat is de politie toch van plan. Vervolgens is er een confrontatie tussen de blijvers en de politie. Elias ziet dat zijn "nieuwe vriendin" opgepakt wordt en geeft een agent een klap om in dezelfde arrestantenwagen terecht te komen als het meisje.
De film eindigt met eerstejaars Elias die samen met zijn nieuwe vriendin, het meisje, tevens quaestrix van de vereniging, een nieuwe rekening opent op naam van ‘H.S.C. Mercurius’ en wel in een kennelijk nieuwe sociëteit. Negendejaars lid Olivier is inmiddels veroordeeld tot een taakstraf, als hij die erop heeft zitten, gaat hij eindelijk werk zoeken en de burgerij in. 

### Goudenfilm
Feuten: Het Feestje ontving op 13 november 2013 een Gouden Film voor meer dan 100.000 bezoekers in de bioscoop. Manuel Broekman kreeg de prijs overhandigd door Humberto Tan in zijn programma RTL Late Night.

## Rolverdeling
| Acteur              | Personage                                  |
| ------------------- | ------------------------------------------ |
| Manuel Broekman     | Bram Wagtmans                              |
| Tim Murck           | Olivier de Ruyter                          |
| Hanna Verboom       | Marie-Claire Wagtmans-de Ruyter            |
| Ruben Brinkman      | Leon Noordzij                              |
| Anna Speller        | Nina de Wit                                |
| Jurjen van Loon     | Edward Beeksma                             |
| Thijs Steenkamp     | Hartog                                     |
| Korneel Evers       | Maurin                                     |
| Daniel Cornelissen  | Elias de Leeuw                             |
| Willem Voogd        | Eric van Earnewoude                        |
| Evita Rozenberg     | Lieve                                      |
| Judith Noyons       | Irene                                      |
| Teun Kuilboer       | Politieagent Marco                         |
| Marcel Musters      | Politieagent Simon                         |
| Tom Jansen          | Politiechef Karel                          |
| Halina Reijn        | Vrouw die gek wordt van de studenten       |
| Ottolien Boeschoten | Crècheleidster                             |
| Irma Hartog         | Assistente Wagtmans-de Ruyter              |
| Steef Cuijpers      | AFAC-mederwerker                           |
| Marcel Vormeer      | Verslaggever                               |
| Rachid Finge        | Stem nieuwslezer                           |
| Valerio Zeno        | Dj die draait op het feest (figurantenrol) |